# Big Ones
《Big Ones》는 미국의 록 밴드 에어로스미스의 컴필레이션 음반으로, 1994년 11월 1일, 게펀 레코드에서 발매되었다. 《Big Ones》는 밴드의 세 개의 연속 멀티 플래티넘 음반인 《Permanent Vacation》 (1987년), 《Pump》 (1989년), 《Get a Grip》 (1993년)의 12곡의 히트곡과 컴필레이션 음반 《The Beavis and Butt-Head Experience》 (1993년)의 히트곡 〈Deuces Are Wild〉, 그리고 밴드의 Get a Grip Tour의 휴식 시간 동안 녹음된 두 곡의 신곡 〈Blind Man〉과 〈Walk on Water〉가 수록되어 있다. 이 곡들은 밴드의 2001 컴필레이션 음반인 《Young Lust: The Aerosmith Anthology》에도 포함되었다. 《Big Ones》는 밴드의 두 번째로 많이 팔린 컴필레이션 음반으로, 《빌보드》 차트에서 6위에 올랐으며, 미국에서만 400만 장이 판매되었다. 이 음반은 올해가 끝나기 전에 9개국에서 톱 10에 진입하는 전 세계적인 히트곡이 되었다.

## 반응
| 전문가 평가          | 전문가 평가 |
| 평가 점수            | 평가 점수   |
| 출처                 | 점수        |
| -------------------- | ----------- |
| AllMusic             | [ 1 ]       |
| Robert Christgau     | [ 12 ]      |
| Entertainment Weekly | A−          |

올뮤직의 《Big Ones》에 대한 리뷰에서 스티븐 토마스 얼와인은 음반이 에어로스미스의 "컴백"을 포착했다고 생각하여 높은 평점을 주었다. 그러나 그는 이 곡들이 밴드의 초기 자료의 "원초성"과 일치하지 않는다고 느꼈고, 과잉 제작이 만연하고 파워 발라드가 너무 많아 약간 "주류"처럼 보였다. 로버트 크리스트가우는 음반 《Get a Grip》의 충분한 곡을 포함하지 않았다고 생각했고, 〈My Fist, Your Face〉를 제외한 것도 마음에 들지 않았다. 그러나 그는 〈Walk on Water〉와 〈Blind Man〉이라는 두 개의 새로운 트랙을 마음에 들어했다. 톰 싱클레어는 《엔터테인먼트 위클리》 리뷰에서 이 음반이 하드 록과 펑크 기반의 블루스를 혼합할 수 있다는 것과 롤링 스톤스의 미국 버전 이상이라는 것을 보여줬기 때문에 이 음반을 좋게 평가했다. 그는 〈Angel〉이라는 곡이 포함되지 않았다면 음반에 더 높은 평점을 주었을 것이다.

## 곡 목록
| #   | 제목                         | 작사·작곡                                    | 재생 시간 |
| --- | ---------------------------- | -------------------------------------------- | --------- |
| 1.  | 〈Walk on Water〉            | 스티븐 타일러, 조 페리, 잭 블레이즈, 토미 쇼 | 4:54      |
| 2.  | 〈Love in an Elevator〉      | 타일러, 페리                                 | 5:21      |
| 3.  | 〈Rag Doll〉                 | 타일러, 페리, 짐 발란스, 홀리 나이트         | 4:24      |
| 4.  | 〈What It Takes〉            | 타일러, 페리, 데스몬드 차일드                | 5:09      |
| 5.  | 〈Dude (Looks Like a Lady)〉 | 타일러, 페리, 차일드                         | 4:23      |
| 6.  | 〈Janie's Got a Gun〉        | 타일러, 톰 해밀턴                            | 5:30      |
| 7.  | 〈Cryin'〉                   | 타일러, 페리, 테일러 로데스                  | 5:08      |
| 8.  | 〈Amazing〉                  | 타일러, 리처드 수파                          | 5:55      |
| 9.  | 〈Blind Man〉                | 타일러, 페리, 로데스                         | 4:00      |
| 10. | 〈Deuces Are Wild〉          | 타일러, 발란스                               | 3:35      |
| 11. | 〈The Other Side〉           | 타일러, 발란스                               | 4:03      |
| 12. | 〈Crazy〉                    | 타일러, 페리, 차일드                         | 5:16      |
| 13. | 〈Eat the Rich〉             | 타일러, 페리, 발란스                         | 4:10      |
| 14. | 〈Angel〉                    | 타일러, 차일드                               | 5:07      |
| 15. | 〈Livin' on the Edge〉       | 타일러, 페리, 마크 허드슨                    | 6:22      |

## 인증
| 국가                                                  | 인증        | 판매량/출하량 |
| ----------------------------------------------------- | ----------- | ------------- |
| 아르헨티나 (CAPIF)                                    | 3× 플래티넘 | 180,000^      |
| 오스트레일리아 (ARIA)                                 | 골드        | 35,000^       |
| 오스트리아 (IFPI 오스트리아)                          | 골드        | 25,000*       |
| 브라질 (Pro-Música Brasil)                            | 골드        | 100,000*      |
| 캐나다 (뮤직 캐나다)                                  | 8× 플래티넘 | 800,000^      |
| 핀란드 (Musiikkituottajat)                            | 플래티넘    | 40,060        |
| 독일 (BVMI)                                           | 골드        | 250,000^      |
| 일본 (RIAJ)                                           | 플래티넘    | 200,000^      |
| 멕시코 (AMPROFON)                                     | 골드        | 100,000^      |
| 네덜란드 (NVPI)                                       | 골드        | 50,000^       |
| 뉴질랜드 (RMNZ)                                       | 골드        | 7,500^        |
| 노르웨이 (IFPI 노르웨이)                              | 플래티넘    | 50,000*       |
| 스페인 (PROMUSICAE)                                   | 골드        | 50,000^       |
| 스웨덴 (GLF)                                          | 플래티넘    | 100,000^      |
| 영국 (BPI)                                            | 플래티넘    | 300,000^      |
| 미국 (RIAA)                                           | 4× 플래티넘 | 4,000,000^    |
| 요약                                                  |             |               |
| 유럽 (IFPI)                                           | 플래티넘    | 1,000,000*    |
| *판매량을 기반으로 한 인증 ^출하량을 기반으로 한 인증 |             |               |